# 槇村浩
槇村 浩（まきむら こう、1912年6月1日 - 1938年9月3日）は、日本のプロレタリア詩人。本名は吉田 豊道（よしだ ほうどう）。

## 人物
高知県高知市生まれ。1931年、日本プロレタリア作家同盟高知支部を作り、その後、「槇村 浩（まきむら こう）」のペンネームで作家活動をした。反戦運動・労働運動にも参加し、反戦詩『間島パルチザンの歌』は代表作とされている。
槇村の作品は朝鮮人民との連帯、植民地解放を訴え、日本兵士に中国軍兵士と共同して日本軍への反乱を呼びかけるなど、当時のプロレタリア文学においても例のない国際連帯の視点に貫かれていた。これらの活動のため政府の弾圧を受け、拷問と投獄により身体を壊し、1938年に病気で死去。享年26。

## 名前
- 「まきむらひろし」と紹介している文献が一部にあるが、生前の槇村本人と面識のあった人物は一様に「こう」と呼んでおり、「こう」が正しい。
- 本名の豊道の読みは、これまで使われてきた「とよみち」ではなく「ほうどう」である。平和資料館・草の家の馴田正満研究員によると、①土佐中学校入学時に撮った写真に「H、YOSHIDA　12歳」の書き込みがある、②第六小学校７０周年記念誌に友人が「ホウドーと呼んでいた」という寄稿あることなどから、2019年11月11日に設置された生誕地案内板には「ほうどう」と書かれた。

## 来歴
- 1912年 - 6月1日、高知市廿代町八十九番屋敷で生まれる。3歳のときに医学書をすらすら読むという神童ぶりを発揮。

- 1920年 - 高知市立第六小学校に転入。

- 1922年 - 4年生の時、『支那論』を書き、高知を訪問した久邇宮邦彦に「アレキサンダー大王」について進講した。

- 1923年 - 私立土佐中学校2学年飛び級で本科1年に入学。

- 1928年 - 高知県立海南中学校に転校。

- 1929年 - 軍事教練の学科試験に白紙答案をだす軍事教練反対運動を組織。

- 1930年 - 岡山市の私立関西中学校へ転校。

- 1931年 - 関西中学校を卒業して高知に帰郷。10月、日本プロレタリア作家同盟高知支部を結成する。12月、貴司山治などによる戦旗防衛講演会を高知座で開催。また、このころ日本共産青年同盟に加盟。

- 1932年 - 2月、創刊の『大衆の友』で、『生ける銃架』を発表する。共青高知地区委員会のメンバーが高知市朝倉の歩兵44連隊兵舎内に侵入して上海出兵に反対する「兵士よ敵をまちがえるな」と書いた反戦ビラを配布するが、そのビラを槇村が執筆した。3月、代表作『間島パルチザンの歌』を発表。4月ごろ日本共産党に入党。
  - 4月21日、自宅のあった高知市ひろめ屋敷（現・帯屋町2丁目）で検挙され高岡署に連行され拷問を受ける。未決1年、非転向のため3年の刑となる。

- 1935年 - 6月、高知刑務所を出獄する。

- 1936年 - 2月、『日本ソビエト詩集』の発刊を計画する。12月5日、「人民戦線事件」で検挙され、留置される。このころ、すでに監獄病といわれる拘禁性鬱症・食道狭窄症にかかっていた。

- 1937年 - 1月16日、重病のため釈放、高知市新本町の土佐脳病院に入院する。

- 1938年 - 9月3日、同病院で死去。満26歳。

## 没後
- 1963年、雑誌『文化評論』に「槙村浩没後25周年記念特集」が掲載され、『間島パルチザンの歌－槙村浩詩集』（1964年）、高知市在住の作家・土佐文雄の小説『人間の骨』（1966年）により、存在が広く知られるようになる。

- 1973年9月21日、県民の顕彰運動の高まりの中で、高知市横浜に詩碑が建立。

- 1978年、木之下晃明監督により映画化される。『人間の骨 - 槇村浩物語』。
- 1989年4月22日、槙村が投獄されていた高知刑務所の跡地である高知市桜馬場の城西公園に「槙村浩詩碑」が移転。

- 2003年9月3日、槙村浩の墓碑（高知市平和町、通称蛭ケ谷）が修復され、墓前祭が行われた。
- 2004年9月3日、平和資料館・草の家での「槇村浩祭」で文芸評論家の猪野睦が講演「アジアのなかの槙村浩」。
- 2004年8月15日、韓国京仁放送が制作した槇村浩と『間島パルチザンの歌』を紹介するドキュメント「平和主義者の肖像」が放映されるなど、槇村は韓国で戦時中に植民地解放を訴えた日本人として評価されている。
- 2008年9月6日、高知市の高知城ホールで没後70周年記念集会が開かれ150人参加。
- ノンフィクション作家の戸田郁子が自著『中国朝鮮族を生きる』（2011年）で、1935年頃に満州国間島の小学校で朝鮮人教師が、槙村の『間島パルチザンの歌』のことを話していたというエピソードを紹介。
- 2012年6月2日、高知市の高知城ホールで生誕100周年記念集会が開かれ、県内外から200人参加。作家・戸田郁子が講演し、「生ける銃架」、「出征」、「明日はメーデー」、「間島パルチザンの歌」が朗読された。集会には戦中、戦後にかけて槙村の原稿を守った貴司山治の長男・伊藤純が吉祥寺市から出席した。
- 2012年9月1日から6日にかけて、高知「槙村浩の会」会員など30人が、中国東北部朝鮮族自治区延辺を訪問し、延辺大学で研究者・学生らと交流した。交流の場では李成黴・元教授が「1964年に日本語を教えていたが、この時「間島パルチザンの歌」をテキストとした。日本語は日本人の書いたものでなければならない。（略）日本人が書いた朝鮮人の亡国の痛み、芸術的高さ、国際性があった。立派な詩を残した槙村浩様ありがとうございました」とあいさつした。（猪野睦、『詩人会議』2013年2月号）
- 2013年9月7日、槇村の没後75年を記念し、高知県立美術館ホールで劇団the・創の第13回高知公演「反戦詩人　槇村浩　不降身不辱志」（脚本・演出　西森良子）が上演された。
- 2018年9月2日、没後80周年記念墓前祭と講演会が開かれた。高知市立自由民権記念館を会場にした講演会では文芸評論家の三浦健治が「槇村に学び今を生きる」と題して講演した。
- 2019年3月18日、平和資料館・草の家の馴田正満研究員が、記者会見を開き槇村の生誕地である廿代町八十九番屋敷の現在地を公表。高知民報同年4月14日号から3回、生誕地について連載。
- 2019年11月11日、槇村の生誕地・廿代町八十九番屋敷付近（北へ１００メートルほどの地点、高知市はりまや町３丁目２、高知橋南詰）の高知市有地内に、槇村の生誕地を示す案内板が「槇村浩の会」、平和資料館・草の家の関係者らにより設置された。

## 詩碑
1973年9月21日、有志による実行委員会が4年かけて集めたカンパによって高知市横浜に「槙村浩詩碑」が建てられた。代表作『間島パルチザンの歌』の冒頭の一節が刻まれている。
1989年4月22日、槙村が投獄されていた高知刑務所の跡地である高知市桜馬場の城西公園に「槙村浩詩碑」が移転。移転除幕式には横山龍夫高知市長から祝電が寄せられた。
思い出は、おれを故郷へ運ぶ
白頭の嶺を越え、落葉樹の林をこえ
蘆の根の黒く凍る沼のかなた
赤ちゃけた地肌に黒ずんだ小舎の続くところ
高麗雉子が谷に啼く咸鏡の村よ
雪解けの小径を踏んで
チゲを背負い、枯れ葉を集めに
姉と登った裏山の楢林よ